# Championnat de Singapour de football 1994
Navigation
Saison 1992 Saison 1996
La saison 1994 du Championnat de Singapour de football est la soixante-deuxième édition de la première division à Singapour. Le championnat est organisé sous forme d'une poule unique où toutes les équipes se rencontrent deux fois au cours de la saison. 
C'est le club australien de Perth Kangaroos IFC, invité à prendre part à la compétition, qui met fin au règne de Geylang International en remportant le championnat cette saison, après avoir terminé – invaincu – en tête du classement final, avec sept points d'avance sur Darwin Cubs et onze sur le sextuple tenant du titre, Geylang International. C'est le seul titre au palmarès de l'histoire du club, qui va être dissous à l'issue du championnat et qui ne peut donc pas participer à la prochaine édition de la Coupe d'Asie des clubs champions.
En plus de Perth Kangaroos IFC, un autre club australien participe au championnat après y avoir été invité par la fédération singapourienne, il s'agit des Darwin Cubs.

## Les clubs participants
| - Police SA - Tiong Bahru CSC - Singapore Armed Forces FC - Tyrwhitt Soccerites - Perth Kangaroos IFC invité | - Geylang International - Balestier United RC - Gibraltar Crescent - Jurong Town - Darwin Cubs invité |

## Compétition
Le barème de points servant à établir le classement se décompose ainsi :
- Victoire : 2 points ;
- Match nul : 1 point ;
- Défaite : 0 point.

### Classement
| Rang | Équipe                    | Pts | J  | G  | N | P  | Bp | Bc | Diff |
| ---- | ------------------------- | --- | -- | -- | - | -- | -- | -- | ---- |
| 1    | Perth Kangaroos IFC       | 35  | 18 | 17 | 1 | 0  | 75 | 8  | +67  |
| 2    | Darwin Cubs               | 28  | 18 | 13 | 2 | 3  | 56 | 14 | +42  |
| 3    | Geylang InternationalT    | 24  | 18 | 11 | 2 | 5  | 32 | 28 | +4   |
| 4    | Tiong Bahru CSC           | 21  | 18 | 8  | 5 | 5  | 35 | 32 | +3   |
| 5    | Gibraltar Crescent        | 21  | 18 | 9  | 3 | 6  | 29 | 22 | +7   |
| 6    | Singapore Armed Forces FC | 16  | 18 | 7  | 2 | 9  | 20 | 32 | -12  |
| 7    | Police SA                 | 13  | 18 | 5  | 3 | 10 | 25 | 34 | -9   |
| 8    | Tyrwhitt Soccerites       | 9   | 18 | 3  | 3 | 12 | 24 | 45 | -21  |
| 9    | Balestier United RC       | 8   | 18 | 3  | 2 | 13 | 17 | 46 | -29  |
| 10   | Jurong Town               | 5   | 18 | 2  | 1 | 15 | 23 | 69 | -46  |

|  | Champion de Singapour 1994                                                                   |
|  | T : Tenant du titre C : Vainqueur de la Coupe de Singapour P : Club promu de Second Division |

## Bilan de la saison
| Championnat de Singapour de football 1994  |                                 |
| Champion                                   | Perth Kangaroos IFC (1er titre) |
| Coupes et trophées                         |                                 |
| Vainqueur de la Coupe de Singapour 1994    | Tiong Bahru CSC                 |
| Qualifications continentales               |                                 |
| Coupe d'Asie des clubs champions 1994-1995 | Aucun                           |
| Coupe des Coupes 1994-1995                 | Aucun                           |
| Promotions et relégations                  |                                 |
| Promus en National Football League         | Singapour Lions                 |
| Relégués en Second Division                | Aucun                           |